# Nyodes prasinodes
Nyodes prasinodes är en fjärilsart som beskrevs av Louis Beethoven Prout 1921. Nyodes prasinodes ingår i släktet Nyodes och familjen nattflyn. Inga underarter finns listade i Catalogue of Life.